# Филарет Денисенко
Филарет (световно Михаил Денисенко; Благодатное код Амвросијивке, Доњецка област, 23. јануар 1929) поглавар је неканонског Кијевског патријархата, на чијем се челу налазио од 1995. до 2018. године, а затим поново од средине 2019. године до данас.

## Биографија
На функцији митрополита кијевског био је од 1960. до 1992, када је лишен чина (анатемисан) и предат проклетству од стране Руске православне цркве.
Дана 9. јула 1990. године, у епископији Украјинске православне цркве, једногласно је изабран за поглавара. Истовремено, украјински епископат поднио је захтев за аутономију Православне цркве у Украјини. Свети Архијерејски Синод Руске православне цркве од 25. до 27. октобра 1990. године претворио је Украјински егзархат у Украјинску православну цркву и додјелио јој независност и широку аутономију управљања. Поглавар Украјинске православне цркве примио је титулу "Митрополит Кијева и све Украјине"; унутар ове цркве насловљен је као "Блажњејши". У тексту Патријархшке повеље од 27. октобра 1990. укључује се благослов Филарету да буде врховни поглавар Украјинске православне цркве.
Од 1995. врховни је поглавар Украјинске православне цркве Кијевског патријархата.
Ушао је у евхаристијску заједницу са бугарским "алтернативним синодом", Црногорском православном црквом и Македонском православном црквом, а са митрополитом Михаилом (Мирашем Дедеићем) је богослужио у више наврата у Кијеву, те приликом посјете Црној Гори и Цетињу.
Током догађаја од децембра 2013. до јануара 2014, он је више пута изразио подршку за Евромајдан . Током кримске кризе 2014, он је оштро критиковао Владимира Путина, упоређујући његове акције са дјеловањем Адолфа Хитлера.
Одлуком Светог синода Васељенске патријаршије од 11. октобра 2018. враћен је у црквено општење и са њега и Макарија Малетича (поглавара Украјинске аутокефалне православне цркве) скинута је анатема.
Приликом уједињења УПЦ-КП са Украјинском аутокефалном православном црквом у јесен 2018. године, одлучено је да се Филарету Денисенку, као дотадашњем поглавару УПЦ-КП, остави наслов почасног патријарха кијевског, а митрополит Епифаније Думенко се као нови поглавар обједињене Православне цркве Украјине обавезао да ће се у свим кључним питањима из области унутрашње црквене управе консултовати са Филаретом. Међутим, већ током пролећа 2019. године, између Епифанија и Филарета дошло је до низа спорова око разних питања која су се односила на уређење унутрашње црквене управе и промену статуса дотадашњих епархија у дијаспори. Услед продубљивања кризе, у јуну исте године избио је унутрашњи раскол, након чега је струја око Филарета Денисенка извршила обнављање Кијевског патријархата, чиме је означен почетак бројних спорова који се између две организације воде не само око црквених питања, већ и око имовинских и других права.